# Xylota nitidula
Xylota nitidula är en tvåvingeart som först beskrevs av Fluke 1939.  Xylota nitidula ingår i släktet vedblomflugor, och familjen blomflugor. Inga underarter finns listade i Catalogue of Life.